# Plaisancien
Stratigraphie
Zancléen Gélasien
Pléistocène
Sur l'échelle des temps géologiques, le Plaisancien (ou bien Piacenzien ou Placentien) est le plus récent étage géologique du Pliocène. S'étendant d'environ 3,6 à 2,6 Ma. avant le présent, il succède au Zancléen et précède le Gélasien.
Cet étage doit son nom à la ville de Plaisance, Piacenza en italien.

## Climat
Entre 3,3 et 3 millions d'années, le Plaisancien connut une température moyenne supérieure de 2 à 6°C par rapport à la température moyenne actuelle, la plus longue période de réchauffement connue durant une période interglaciaire. La concentration de CO2 dans l'atmosphère y a été estimée entre 360 et 400 ppmv. Les causes de ce réchauffement ne sont pas totalement connues : gaz à effet de serre, courant océanique, orogénèse.
En Europe de l'Ouest, les précipitations sont supérieures de 250 à 550 mm/an à la pluviométrie  du début du XXIe siècle, mais à peu près identiques en zone méditerranéenne.

## Faune
Les restes d'un rongeur géant, du genre Josephoartigasia — famille des Dynomyidés connus pour leur gigantisme et ayant vécu entre 4 et 2 millions d'années —, ont été découverts sur une plage du Rio de la Plata en Uruguay. Le crâne mesure 53 centimètres et l'animal devait peser une tonne.[réf. souhaitée]

## Flore
Durant le Plaisancien, la végétation de l'Europe de l'ouest est dominée par des forêts de feuillus (Quercus, Carya, Pterocarya, Acer, Carpinus, Fagus) et de conifères (taxodiaceae). La présence d'ericaceae caractérise les zones marécageuses du littoral atlantique.

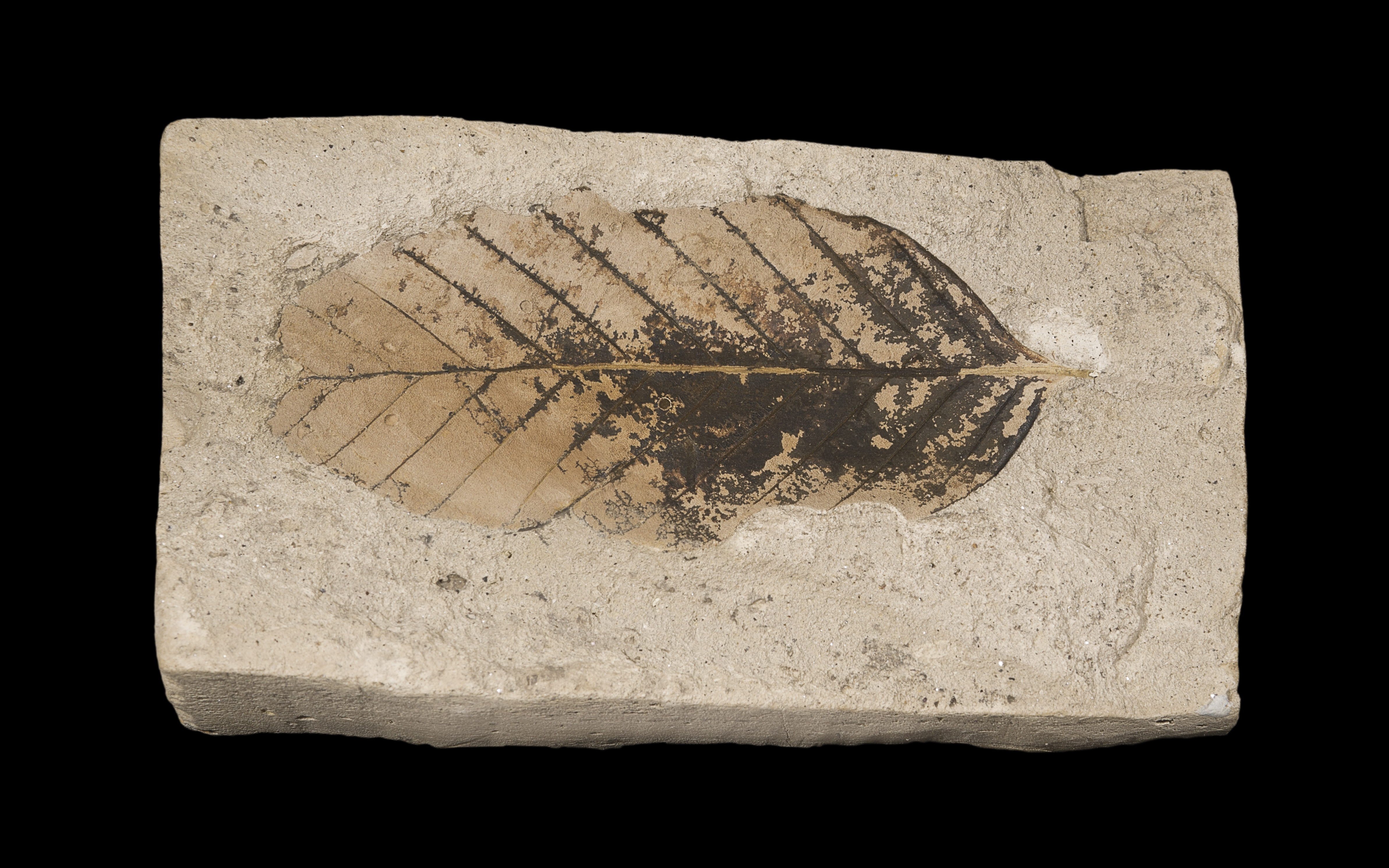
Fagus sylvatica pliocenica- Ayrens– Muséum de Toulouse

Au nord de la Méditerranée, les Taxodiaceae (Taxodium, Glyptostrobus, Sequoia) sont également présentes mais associées à une végétation subtropicale feuillue à feuilles persistantes (Engelhardia, Symplocos, Distylium).
Le sud de la zone méditerranéenne est caractérisé par un écosystème xérophytique : matorral composé de Olea, Phillyrea, Pistacia, Ceratonia, Quercus à feuilles persistantes, Nerium et Cistus. Plus au sud; la végétation est steppique, les végétaux subdésertiques y dominent (Lygeum, Neurada, Nitraria, Calligonum, Geraniaceae et Agavaceae).